# 톰 그래프

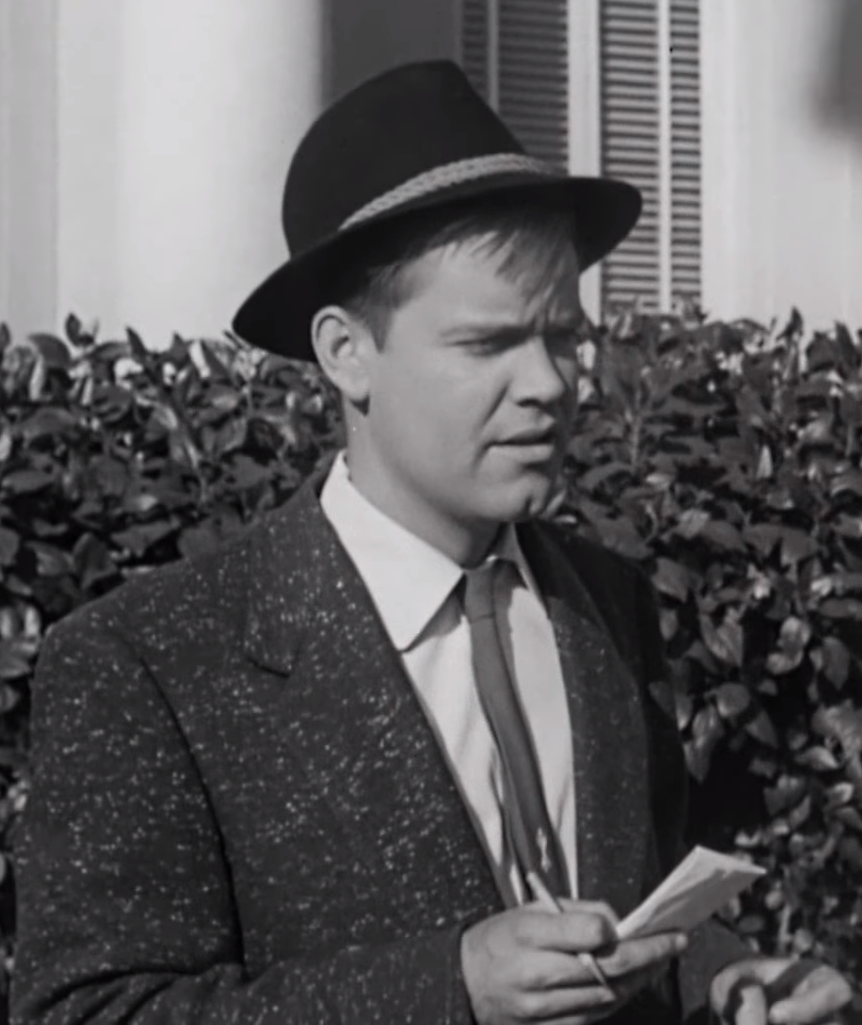

톰 그래프(Tom Graeff, 1929년 9월 12일 ~ 1970년 12월 19일)는 미국의 영화 감독, 배우, 각본가, 영상 편집자, 촬영 감독이다.

## 영화
- 우주에서 온 10대 (1959년)